# Batalla de Selinunt
La batalla de Selinunt va tenir lloc la primavera del 409 aC i fou l'enfrontament armat que va iniciar la Segona guerra siciliana. Les tropes del general cartaginès Anníbal Magó van assetjar durant deu dies la ciutat siciliana de Selinunt, que finalment van conquerir i posteriorment destruir.

## Rerefons
Les tribus originals de Sicília eren els elimis, els sículs i els sicans, que vivien en les seves respectives comunitats abans de l'arribada dels fenicis, que iniciaren la colonització de l'illa al voltant del 800 aC. Aquests establiren bases comercials a la costa siciliana, sense arribar a penetrar a l'interior de l'illa i posteriorment es retiraren davant l'arribada dels colonitzadors grecs el 750 aC. Els Grecs Jònics fundaren Naxos i Hímera, mentre els dòrics fundaren Siracusa i Selinunt, aquesta l'any 654 aC.
Els grecs d'origen dòric es mostraren més agressius que els jònics i aviat s'internaren des de les seves ciutats cap a territoris dels nadius.
El 550 aC, fenicis i elimis s'aliaren per combatre i derrotar conjuntament els grecs de Selinunt quan aquests penetraren en el territori de Mòtia, d'origen fenici. No se sap del cert el paper de Cartago en aquesta campanya, però poc després el rei Malc de Cartago conqueria tota l'illa, probablement amb l'ajuda dels fenicis doncs Cartago va ser fundada també per aquest poble. Les ciutats fenícies de Mòtia, Panorm i Solunt s'incorporaren a l'àrea d'influència púnica liderada per Cartago i com a mostra, els cartaginesos aturaren l'expedició espartana de Dorieu, germà del més famós rei Leònides I.
Cartago permetia que els Fenicis de Sicília tinguessin la seva pròpia autonomia i rebia d'aquests un tribut monetari a canvi de protecció militar.

### Selinunt contra Segesta
La ciutat grega de Selinunt i la ciutat elimia de Segesta compartien una llarga història de comerç i rivalitat.
Després de la batalla d'Hímera (480 aC) i la derrota dels cartaginesos davant dels tirans grecs de Sicília, les dues ciutats van gaudir d'un període de prosperitat com la resta de l'illa, però cap al 454 aC va esclatar un conflicte entre Mòtia, Segesta, Selinunt i Acragant. Segesta va demanar ajuda a Cartago, però aquests la declinaren, i malgrat que finalment es va arribar a un acord de pau, veient que el poder de Segesta minvava, Selinunt va marcar-se com a objectiu tornar a atacar el territori dels seus veïns.
Selinunt estava ansiosa per expandir els seus territoris i Segesta era la seva ciutat veïna més feble. Mòtia, a l'oest de Selinunt, estava sota la protecció directa de Cartago, mentre Acragant, a l'est, era la ciutat més rica de Sicília. Els elimis de Segesta no tenien cap aliat clar i la seva conquesta donava a Selinunt accés directe a la mar Tirrena i als mercats de Massàlia i Etrúria.
Davant la superioritat militar de Selinunt, els elimis van enviar missatgers a Acragant i Siracusa per demanant la seva intervenció. Però el resultat no va poder ser pitjor, ja que Siracusa es va unir als agressors, enviant una flota per bloquejar la costa de Segesta. Ambaixadors de Segesta arribaren a Cartago però foren de nou ignorats, així que finalment acudiren a Atenes demanant ajut. Aquests acceptaren enviar una flota de socors, però les forces combinades de Siracusa i Selinunt la destruïren.
No fou fins al 410 aC que, davant d'un nou atac per part de Selinunt, Cartago respondria, aquest cop amb tota la seva força, a les peticions de l'ambaixada de Segesta.

## Intervenció cartaginesa
Aquest cop, la desesperada Segesta va acceptar sotmetre's a Cartago cedint-li el control de la seva política exterior, pagant el cost del contingent de soldats púnics i enviant-li tributs. A més, en aquesta ocasió un dels sufetes de Cartago era Anníbal Magó, net d'Hamílcar Magó, el general derrotat i mort en la dolorosa batalla d'Hímera (480 aC).
En ordre de guanyar temps per reunir un exèrcit, ja que Cartago no disposava d'un, Anníbal va enviar una ambaixada a Selinunt per intentar arribar a un acord de pau. Com s'esperava, Selinunt va rebutjar l'oferta, així que Anníbal va enviar nous missatgers, aquest cop a Siracusa, demanant que aquesta actués de mediadora en el conflicte entre les dues ciutats, confiant de nou que Selinunt rebutgés cap àrbitre en el conflicte. Siracusa va respondre que ni volia trencar la seva aliança amb Selinunt, ni volia entrar amb conflicte amb Cartago, deixant via lliure a Anníbal per la seva expedició.

### Expedició del 410 aC
Anníbal va enviar inicialment 5.000 soldats africans i 800 mercenaris italians i els va estacionar a Segesta. Les tropes de Selinunt s'havien dedicat al pillatge i s'havien dividit en petits grups i foren presos per sorpresa. Els homes d'Anníbal acabaren amb 1.000 d'ells i recuperaren tot el botí. Selinunt, després d'aquesta esclafant derrota, va demanar ajuda a Siracusa, però aquesta no va respondre. La gent de Segesta, però, va demanar una nova ajuda a Cartago en cas que Siracusa decidís finalment entrar en el conflicte.

### Expedició principal
Aquest segon cop, Anníbal va reunir un nombrós exèrcit, que es deia tenia 120.000 homes reclutats a Àfrica, Sardenya, Hispània i fins i tot Sicília, juntament amb voluntaris cartaginesos. Sota l'escorta de 60 trirrems, els soldats, subministraments i màquines de setge foren transportats des d'Africa a Mòtia la primavera del 409 aC. Després d'un sol dia de descans, en el que van arribar encara més reforços de Segesta i altres ciutats fenícies, Anníbal va avançar cap Selinunt, capturant la ciutat veïna de Mazara que va fer servir de base per la seva infanteria, mentre la flota restava a Mòtia.
Els habitants de Selinunt es van preparar per a la defensa, recollint provisions, reforçant els murs i preparant-se pel setge mentre s'enviaven missatgers a Gela i Siracusa

### Setge i primer assalt
Les tropes d'Anníbal van arribar als murs de la ciutat abans que arribés qualsevol possible ajuda de l'exterior i van acampar a l'oest, evitant rodejar tota la ciutat car aquesta operació podria haver donat temps als reforços per atacar la seva rereguarda. Les intencions d'Anníbal eren atacar la ciutat tan bon punt les màquines d'assalt estiguessin llestes, més que no pas rendir la ciutat per gana.
El primer dia, els mercenaris italians atacaren la muralla nord de la ciutat amb sis torres d'assalt i ariets, recoberts amb escuts de ferro per protegir els portadors del foc i altres projectils que queien des dels murs. Era el primer assalt que Selinunt patia en molt temps i els defensors tenien poca experiència en lluitar eficaçment contra les màquines d'assalt dels cartaginesos. Les torres d'assalt, que eren més altes que les muralles, tenien arquers i foners que abatien els defensors, obligant-los a fugir lluny del seu abast. Llavors entraren en acció els ariets, que obriren una bretxa en la muralla per on va entrar la infanteria. Malgrat tot, sembla que la defensa als carrers de Selinunt fou tan forta que els invasors foren finalment expulsats després de tot un dia de batalla Dones i nens apilaren runes i pedres davant les bretxes de la muralla, mentre els guerrers de Selinunt descansaven i els cartaginesos tornaven al seu campament. Nous missatgers foren enviats a Siracusa, Acragant i Gela, però el temps per qualsevol intent de socors ja s'havia esgotat

### Assalt final
L'endemà, les torres d'assalt de nou netejaren les muralles de defensors i els sis ariets obriren noves bretxes a les muralles. Aquest cop, Anníbal va ordenar que es netegés la runa per tal de facilitar l'entrada de la infanteria, que entraren a la ciutat per grups Els defensors recularen fins als estrets carrers de la ciutat, on s'aixecaren barricades i els atacants eren rebuts amb una pluja de projectils des dels terrats de les cases. Aquesta batalla urbana va durar nou dies, amb els ibers que lluitaven al costat d'Anníbal liderant l'atac.
Finalment, els grecs van acabar reduïts a la defensa de l'àgora i només aquells que es refugiaren als temples foren perdonats pels cartaginesos. Al llarg de la batalla, els cartaginesos havien mort 16.000 grecs i havien capturat 6.000 més. Només 3.000 aconseguiren escapar cap a Acragant.

## Fets posteriors
Siracusa finalment va enviar 3.000 homes per ajudar la ciutat, liderats per Díocles, però aquest encara estaven arribant a Acragant quan Selinunt va caure. Diocles no va poder fer res més que intentar negociar amb Anníbal, però la seva primera ambaixada fou un rotund fracàs. No va ser fins més tard que Anníbal va accedir a un intercanvi de presoners.
Mentrestant, la ciutat fou demolida fins als fonaments, excepte els temples, que malgrat tot foren saquejats de les seves riqueses.
Després d'aquesta esclafant victòria, Anníbal es va veure amb forces per avançar cap Hímera, per revenjar la derrota patida pel seu avi setanta anys enrere. Cartaginesos i grecs tornarien a enfrontar-se a la batalla d'Hímera (409 aC).
Selinunt seria parcialment reconstruïda entre el 407 aC i el 405 aC, però mai recobraria la seva passada glòria i deixaria de ser una amenaça per Segesta. Durant la Primera Guerra Púnica tornaria a ser destruïda pels cartaginesos, aquesta vegada definitivament.